# Erigone zographica
Erigone zographica är en spindelart som beskrevs av Crosby och Bishop 1928. Erigone zographica ingår i släktet Erigone och familjen täckvävarspindlar. Inga underarter finns listade i Catalogue of Life.